# Trn (Bitola)
Trn (macedónul: Трн) település Észak-Macedóniában, a Pelagonijai körzet Bitolai járásában.

## Népesség
| Lakosok száma | 232  | 271  | 305  | 216  | 223  | 188  | 120  | 113  | 87   |
|               | 1948 | 1953 | 1961 | 1971 | 1981 | 1991 | 1994 | 2002 | 2021 |

2002-ben 113 lakosa volt, akik mindannyian macedónok.